# Zwack József és Társa Magyar Királyi Likőr-, Rum- és Ecetszesz gyára
Zwack József és Társa Magyar Királyi Likőr-, Rum- és Ecetszesz gyára egy régi budapesti szeszipari létesítmény, amely napjainkban a Zwack Unicum Nyrt. tulajdonában Unicum Ház (Zwack Unicum Múzeum és Látogatóközpont) néven működik. 

## Története
A Zwack gyár megalapítása Zwack József nevéhez fűződik, aki 1840-ben (más források szerint 1847-ben) nyitotta meg Pesten, a Marokkó-udvarban (a mai Erzsébet téren) likőrgyárát, a szeszfőzési szabályok megváltoztatása miatti gazdasági lehetőségek kiaknázására. A termelés hamar felfutott és az 1855-ös Budapesti Országos Általános Kiállítás katalógusában már tisztes iparról, 22 munkás foglalkoztatásáról és 20-30 ezer forintnyi exportról számoltak be. Kicsit később a termékek jó minőségéről is visszajelzést kaphattak a fogyasztók: az 1880-85 között rendezett világkiállításokon két aranyérmet és több elismerő kitüntetést is nyertek a Zwack termékek. 1881-ben bejegyezték az első védjegyoltalom alá vett likőrjüket, a kor csodalova után nem kis marketingérzékkel elnevezett Kincsem likőrt. Két évvel később pedig szintén szabadalmi oltalom alá került az új Unicum keserűlikőrük.
1866-ban Zwack József testvére, Maximilian betársult az üzletbe és a cég ettől kezdve Zwack József és Társa Likőr-, Rum-, és Eczetessentia Gyár néven működött tovább. 
1892-ben a cég kinőve korábbi telephelyeit, a Duna partjára költözött, a termelésnek mai napig is otthont adó, korszerű Soroksári úti Zwack üzembe. A vállalat ekkor vette fel a Zwack J. és Tsai nevet, mivel az alapító Zwack József öccse Miksa és fia Lajos is társult az üzletbe. A századfordulóra a cég Európa-hírű likőrgyártó lett, tekintélyes üzletet bonyolított és a jó érzékű marketingmunka (lásd a gömbölyű üveget és a legendássá vált plakátot) az Unicumot a legismertebb, legnagyobb mennyiségben gyártott termékké tette. A fejlődés töretlen volt. 1914-ben már a harmadik Zwack generáció is belépett az üzletbe, Zwack Lajos legidősebb fia, Béla is üzlettárs lett, míg a kisebbik Zwack unoka, János 1926-ban csatlakozott a céghez. A cégalapító Zwack József 1915-ben hunyt el. A két háború között mintegy 220-féle italt állított elő az üzem, a Zwack márka szilárd lábakon álló, híres, jó minőségű termékcsaláddá vált.
A fordulatot a második világháború jelentette. A nélkülözések miatt visszaeső kereslet mellett egy 1944-es bombatámadás tett jóvátehetetlen károkat, az üzemet súlyos pusztítás érte. A termelés 1945-ben, a romos gyár két épen maradt helyiségében indult újra és megkezdődött az újjáépítés. 1948-ban az államosítás az időközben teljesen rendbe hozott Zwackot is érintette, tulajdonosaitól kárpótlás nélkül elvették a gyárat. Az államosítás után a gyár egy darabig önállóan működött, majd beolvasztották az 1961-ben létrejött Magyar Likőripari Vállalatba, amelynek egyik üzemegysége lett az ötből. A termékszerkezet teljesen átalakult, ám az Unicumot, vagy a St. Hubertust továbbra is gyártották. Az Amerikába, majd onnan Olaszországba emigrált Zwack család időközben érvényesítette a márkaoltalmat és az állami gyár Magyarországon kívül nem árulhatta a vezérterméket, a Zwack Unicumot ilyen néven. A Zwack előnévtől megfosztott, hamis recept alapján gyártott Unicum keserűlikőrt is csak a belpiacon értékesítették, így az a furcsa helyzet állt elő, hogy miközben a Zwack márka Magyarországon megszűnt létezni, a vezértermékei továbbvitték a belpiaci hagyományt. Kicsit később, 1981-ben az egykori Soroksári úti Zwack gyár kivált a Magyar Likőripari Vállalatból és megalakult az önálló Budapesti Likőripari Vállalat (BULIV).
Az eredeti márkát a hatvanas évek közepén támasztotta fel a két emigrált Zwack fivér, Béla és János, amikor Milánóban gyárat alapítottak és megkezdték a régi receptekre épülő gyártást. 1970-ben a negyedik generáció is belépett az üzletbe, Zwack Péter (Zwack János fia, az alapító Zwack József dédunokája) is társult. 1986-ban aztán már ő kötött licencszerződést az Undenberg érdekeltségébe tartozó Gürtler AG-vel a Zwack-likőrök gyártására, ami kiszélesítette az üzletet. A rendszerváltáskor az egykori nagyvállalkozók közül elsőként Zwack Péter tért haza és rövidesen megalapította az Undenberggel közösen a Zwack Unicum Budapest Kft.-t, amely a BULIV és az egykori Zwack gyártelepen kezdett működni. 1991-ben aztán a teljes BULIV-ot privatizálta – ugyancsak az Undenberggel közösen – és megalakult a Zwack Unicum Rt. A később tőzsdére is bevezetett társaság ma Nyrt. formában működik). A rendszerváltás óta eltelt évtizedekben szívós marketingmunkával ismét szilárd branddé vált a Zwack, számos hagyományos recept és más új recept alapján készített italt állítva elő. A márkaarculat fejlődésének elismeréseként 2009-ben az Unicum tagja lett a Superbrands csoportnak, amely híres, ismert márkákat tömörít.

## Képtár

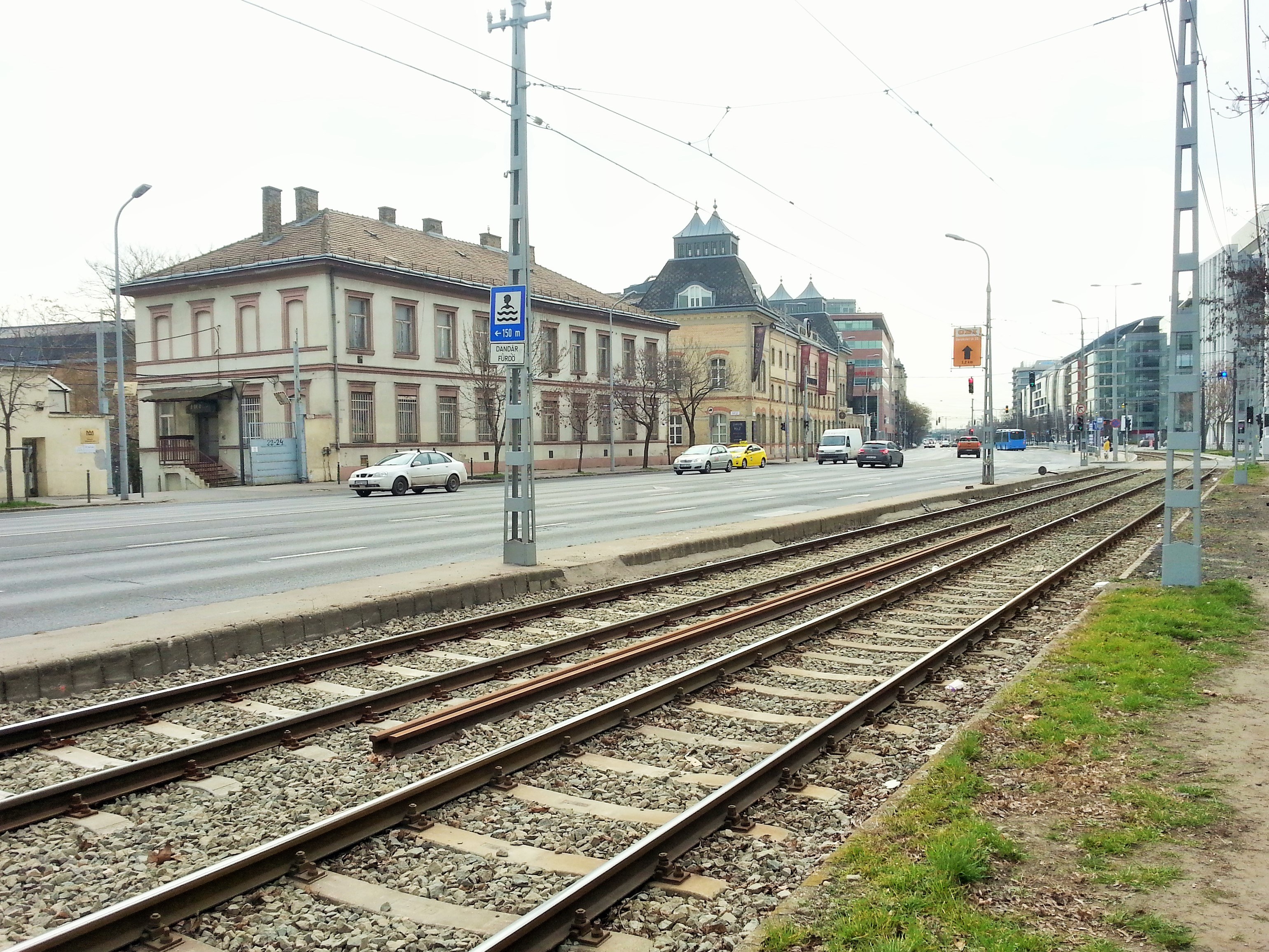
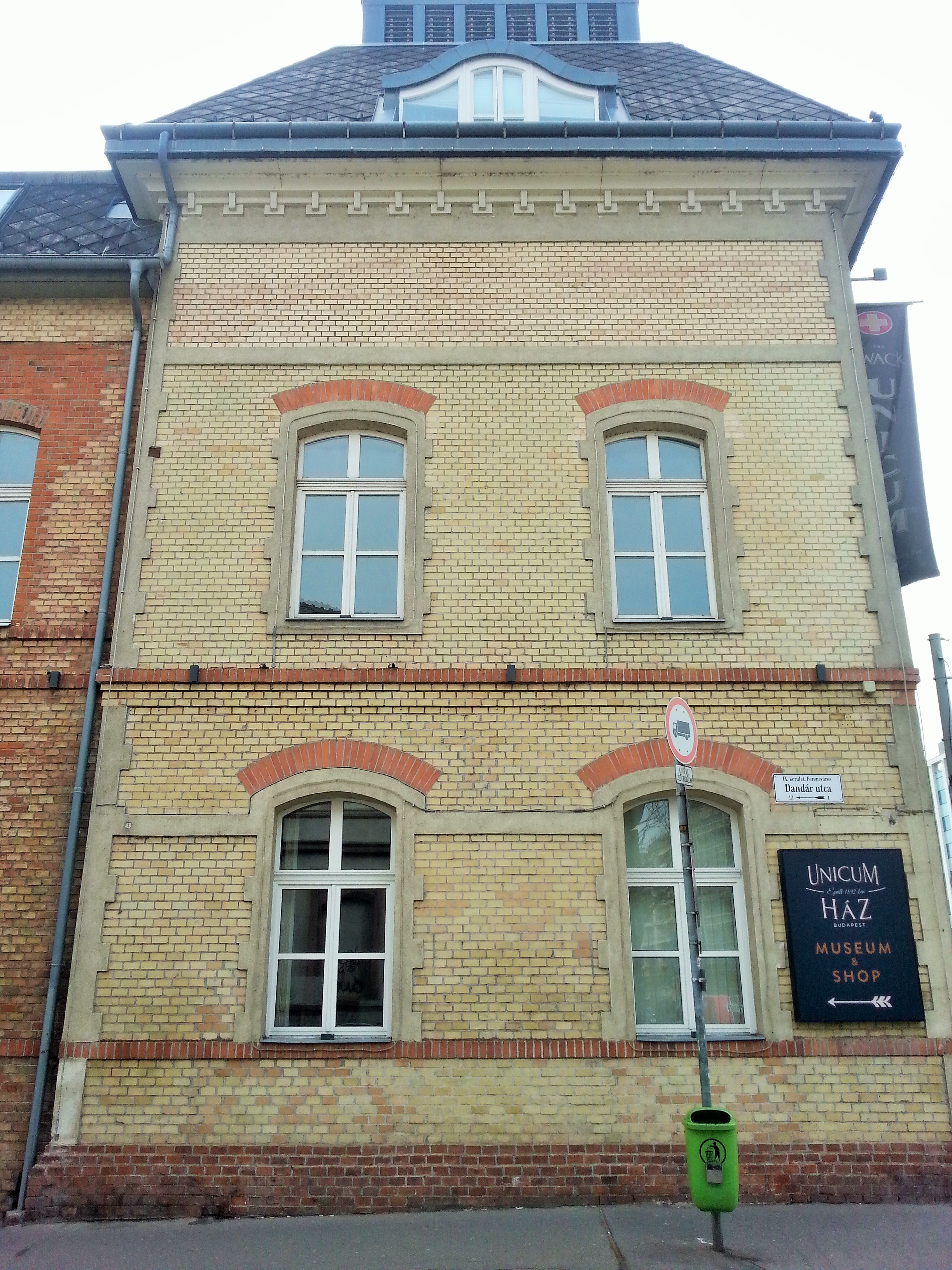
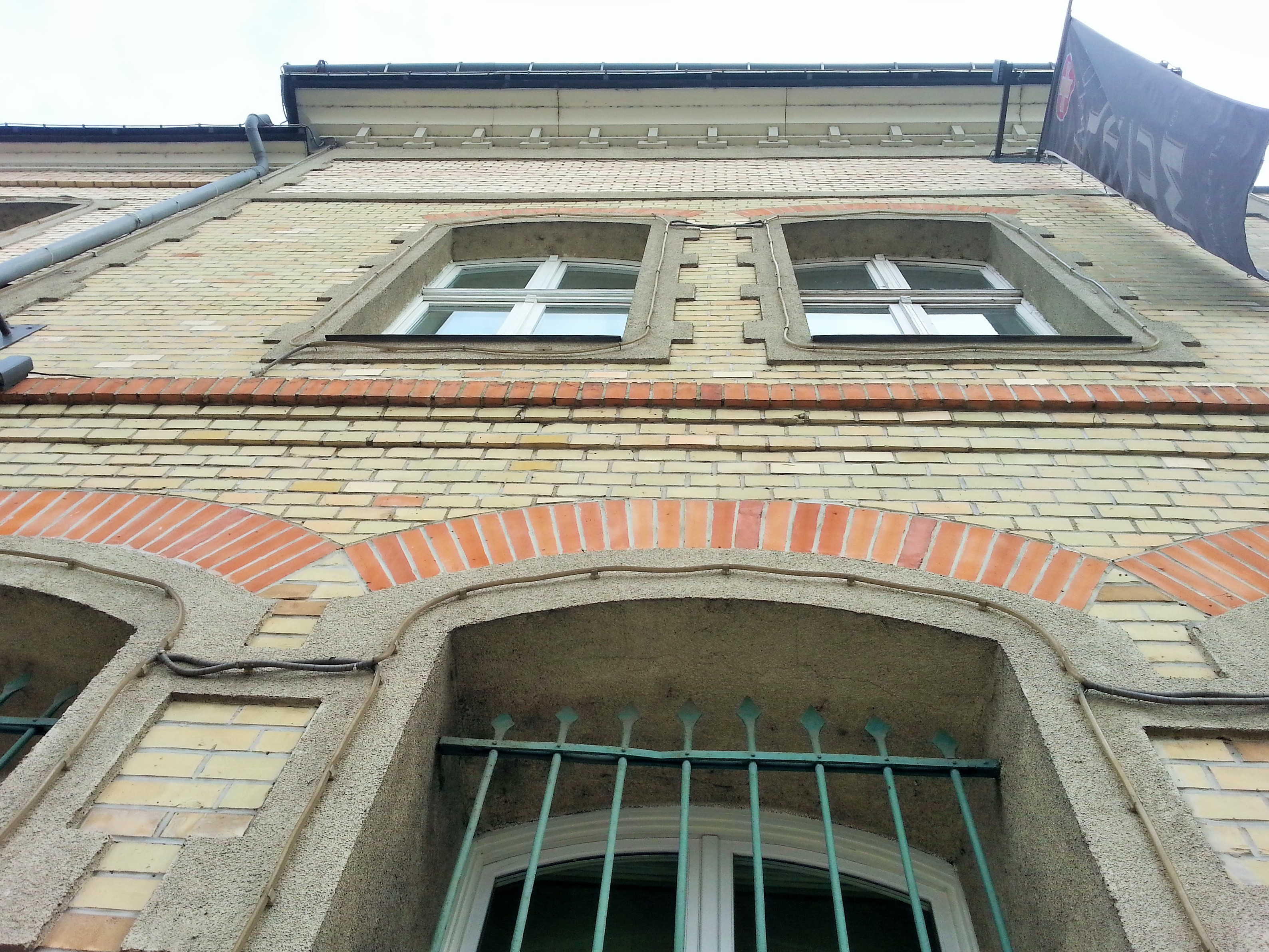
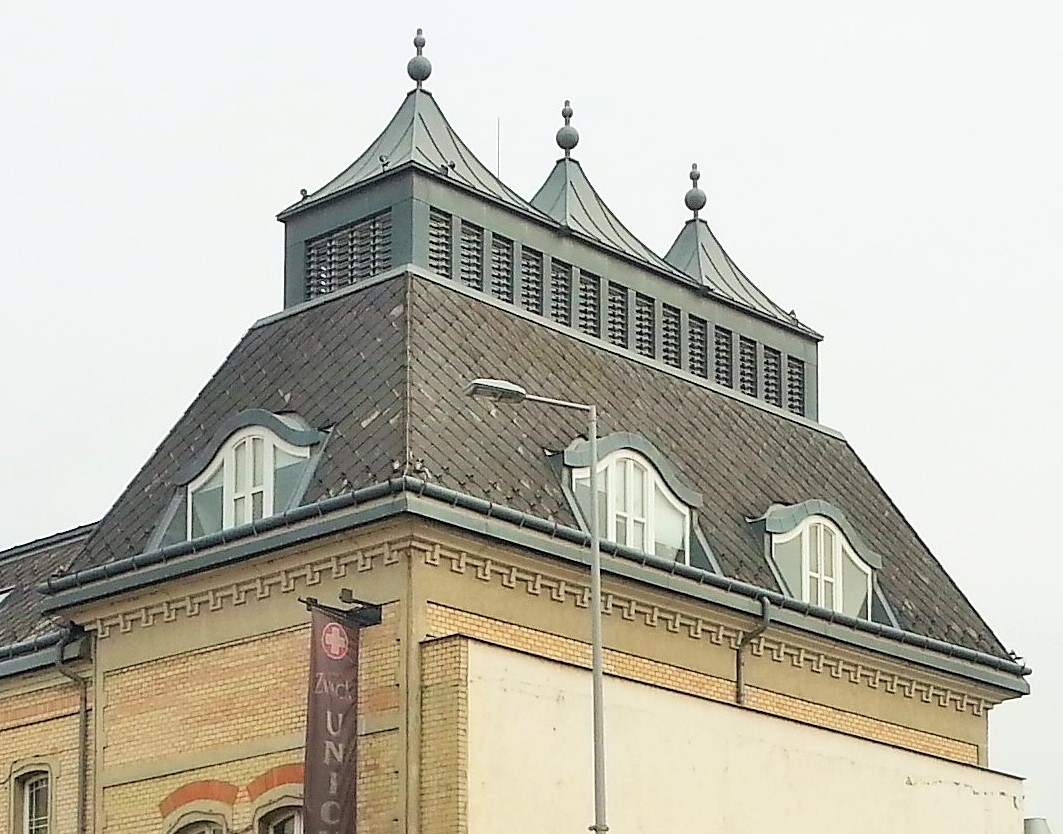
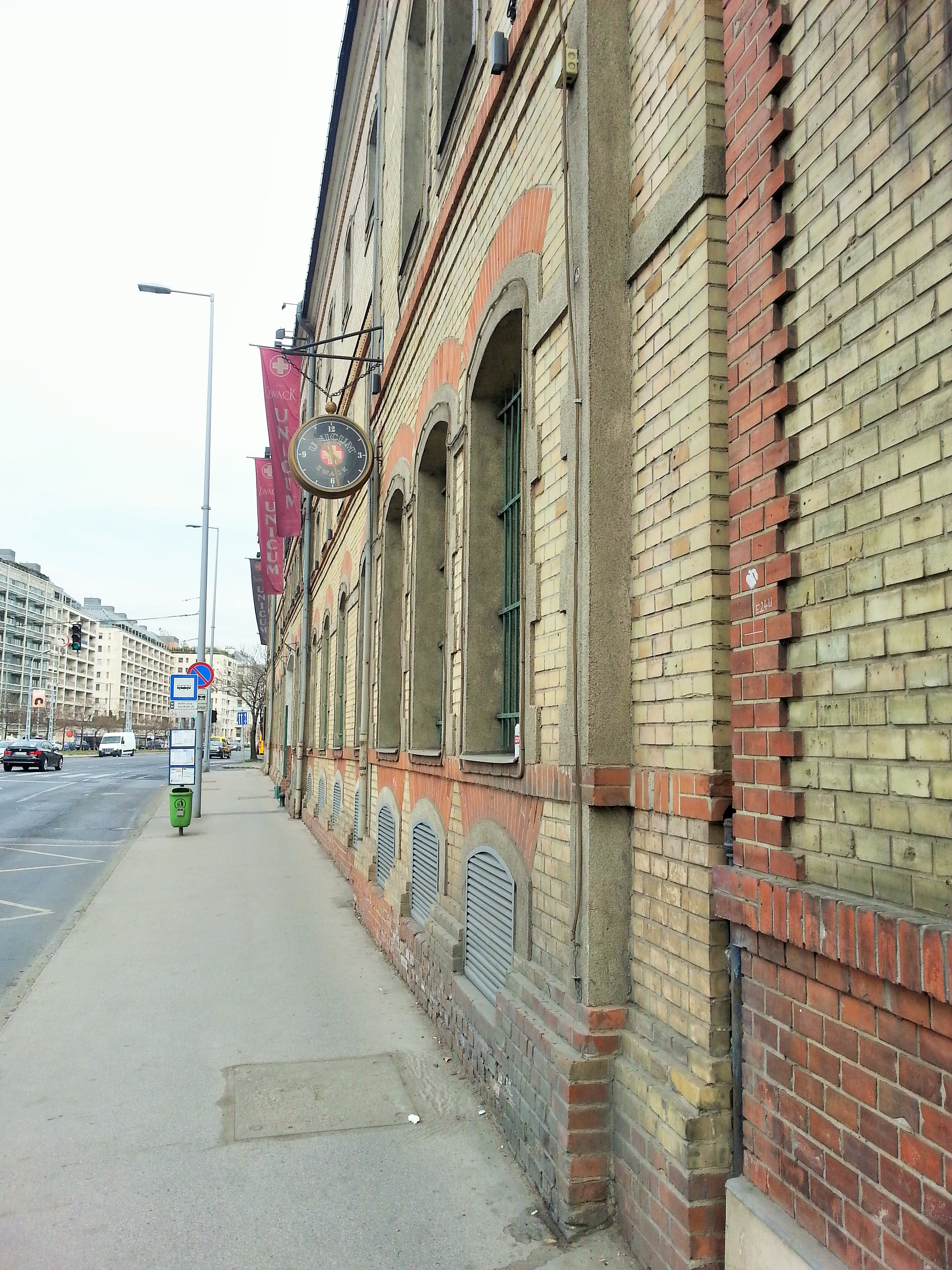
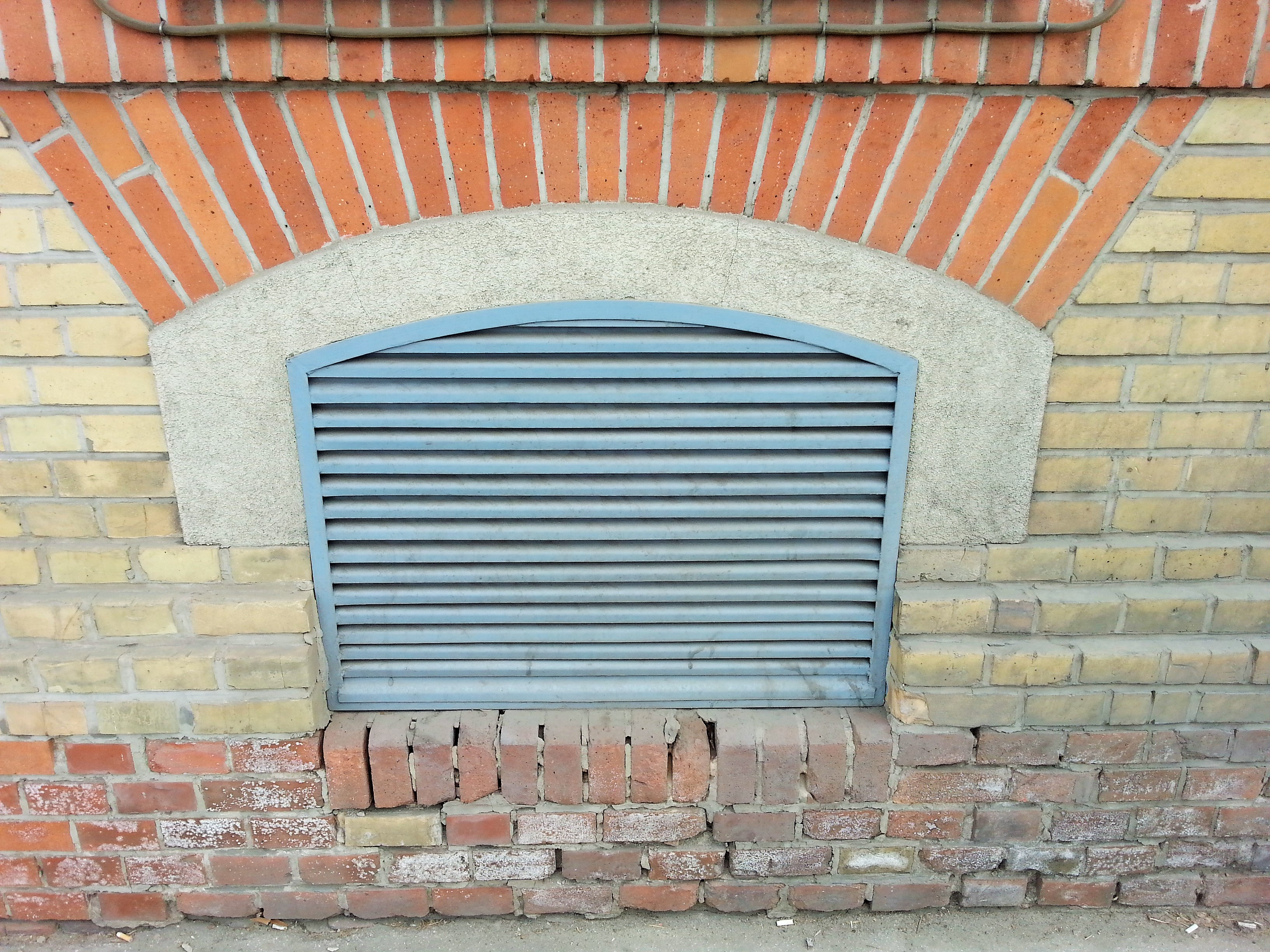
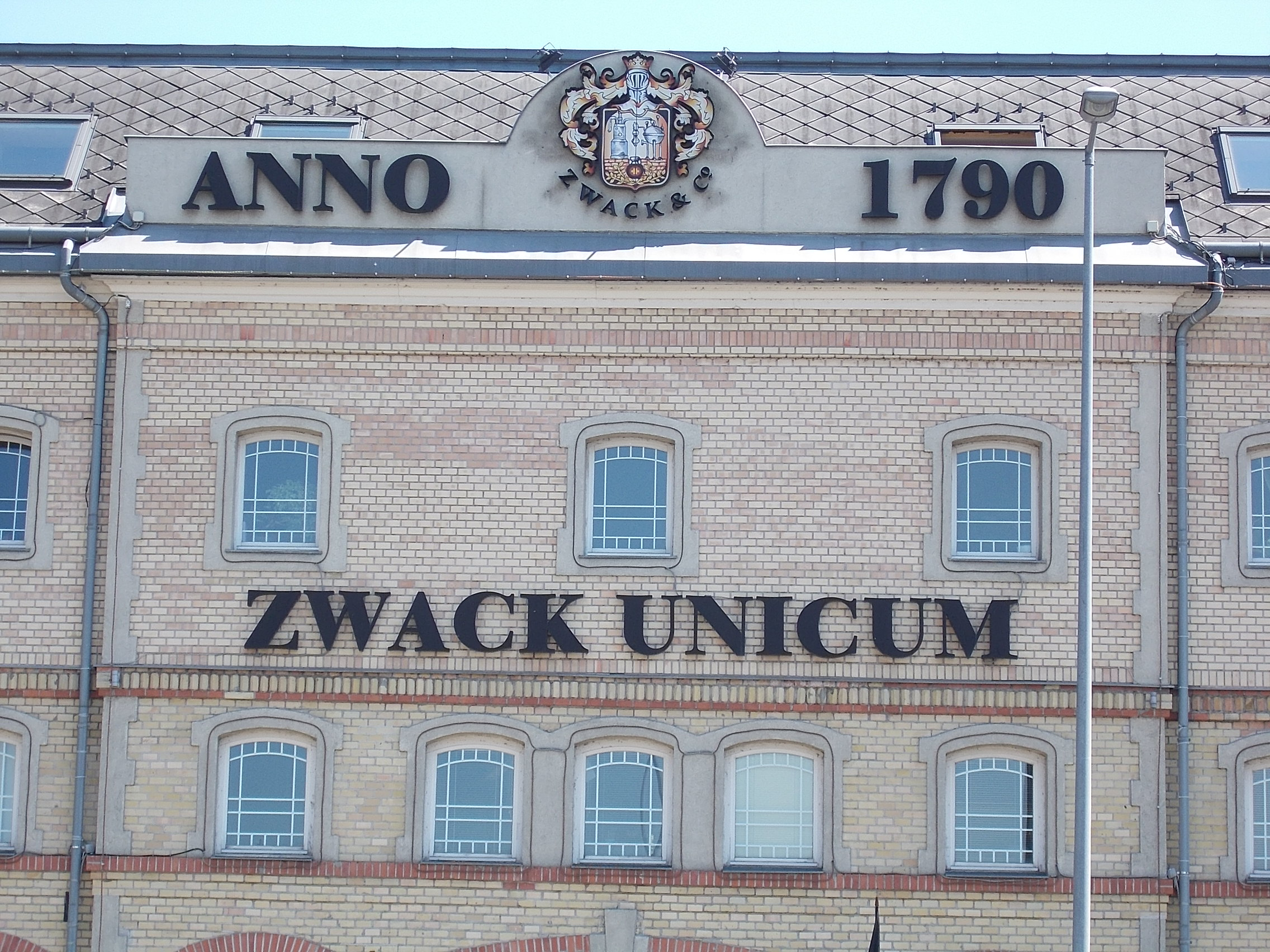

## Egyéb külső hivatkozások
- https://unicum.hu/
- https://unicumhaz.hu/a-zwack-tortenet/